# 民族站
民族站，位于中國内蒙古呼和浩特市赛罕区，邮政编码010073，建于1989年，是唐包铁路的一个车站。离北京站628公里，离包头站204公里。距上行车站旗下营站11公里，距下行车站陶卜齐站8公里。该站隶属呼和浩特铁路局集宁车务段。不办理客货运业务，为五等车站，本站及相邻上下行区间均为电气化区段。